# Horaglanis
A Horaglanis a sugarasúszójú halak (Actinopterygii) osztályának a harcsaalakúak (Siluriformes) rendjébe, ezen belül a zacskósharcsafélék (Clariidae) családjába tartozó nem.

## Rendszerezés
A nembe az alábbi fajok tartoznak:
- Horaglanis alikunhii Subhash Babu & Nayar, 2004
- Horaglanis krishnai Menon, 1950